# Joachim Hippolyte Lepic
Pour les articles homonymes, voir Lepic.
Joachim Hippolyte, baron Lepic, est un maréchal de camp français né à Montpellier le 29 mars 1768 et mort à l’Hôtel des Invalides à Paris le 27 mars 1835.

## Origines
Issu d’une nombreuse fratrie originaire de Montpellier, il suit les pas de son frère le futur général comte Louis Lepic. Il s’engage en 1785 au sein du Régiment de Dragons de Condé. Il est  brigadier en 1792 et maréchal des logis l’année suivante. Il accède au grade de maréchal des logis chef en 1794. Il est enfin nommé sous-lieutenant le 25 avril 1795.

## Ses faits d’armes sous le1erEmpire
Lors de la bataille de Wurtzbourg en Bavière le 2 septembre 1796, un coup de sabre lui sectionne un muscle au bras droit.
Il est nommé par le futur prince Joachim Murat capitaine titulaire, le 14 juin 1802. Intrépide, il cumule les actions d’éclat et les blessures. En 1805, Il est à nouveau blessé d’un éclat à la jambe lors de la bataille de Caldiero qui oppose les Français aux Autrichiens. Il exécute une charge vigoureuse contre les grenadiers hongrois qui commencent à avoir l’avantage et les met en déroute. Cinq cents ennemis sont faits prisonniers. Il se distingue également à la bataille de Valvasone en contenant la charge d’un régiment de cavalerie autrichienne.
Face aux Russes, il est blessé d’un coup de sabre au front en juin 1807 à Insterburg en Prusse près de Tilsit. Cette cicatrice est très visible sur les portraits d’époque. Il accède au grade de colonel et commande le 17e régiment de dragons le 7 février 1813. À la tête de son régiment, il est encore blessé d’un coup de feu au-dessus du genou gauche à Leipzig le 19 octobre 1813.
En mars 1814, lors de la campagne de France, il est atteint d’un coup de feu à la jambe gauche à la bataille d'Arcis-sur-Aube. Auparavant, le 24 février à Saint-Parres-aux-Tertres, près de Troyes, à la tête du 17e dragons, il charge un parti ennemi fort de deux mille hommes de cavalerie et d’infanterie avec une telle intrépidité qu’il les fait tous prisonniers de guerre et s’empara d’un drapeau,.

## Sous la Restauration et la Monarchie de Juillet
Il est une première fois mis en non activité le 1er septembre 1815 après 30 années de service actif. Fort de ses appuis, il arrive à obtenir sa réintégration dans l'armée. Il est nommé commandant de la place du Havre fin décembre 1818. Il porte le titre officiel de colonel-lieutenant du roi de 3e classe. Il est une deuxième fois admis à la retraite en 1827 (soit 42 années de services militaires). Il est nommé maréchal de camp

,

,

,
.
Ce grade de général est souvent signalé dans de nombreuses publications,,,,,.
Tous deux soldats à la même période et parfois dans le même régiment, il y a parfois confusion entre les deux frères, le comte Louis Lepic, lieutenant général et le baron Lepic, maréchal de camp.
Il est rappelé une troisième fois en activité. Le 9 mai 1831, il occupe les fonctions de commandant de la place de Strasbourg. Il est admis définitivement en retraite par ordonnance du 28 octobre 1833.

## Distinctions
Promu officier de la Légion d'honneur le 18 février 1808, il est légataire de deux mille francs de rente annuelle sur la Westphalie. Titré chevalier de l'Empire le 15 juillet 1810  et nommé chevalier de l'Ordre de la Couronne de Fer le 28 novembre 1813, l’Empereur le fait baron par décret impérial du 2 avril 1814. Il est nommé chevalier de Saint-Louis le  17 mars 1815 par le roi Louis XVIII.
Il est maire d’Andrésy de 1830 à 1831.

## Sa famille
Il épouse en 1818 Marguerite Caroline Eustasie Pasquier (1796-1868) fille du baron Pasquier. Intime du roi Louis-Philippe, il est 1er chirurgien du Roi. Le frère de la baronne Lepic était également chirurgien comme son père et attaché à SAR monseigneur le duc d'Orléans.
Il est père de quatre enfants : Félicie, Charles-Philippe, Élise et Marie-Louise. Élise Lepic épousera en 1845 Andoche Alfred Junot duc d’Abrantès, fils de Jean-Andoche Junot 1er duc d'Abrantès. Après son décès, le duc épousera sa jeune belle-sœur Marie-Louise Lepic en 1853. Celle-ci fut dame d'honneur de la fille du roi Victor-Emmanuel II d'Italie, la princesse Marie-Clotilde de Savoie, épouse du prince Napoléon ( Napoléon-Jérôme Bonaparte).
Le baron Lepic, maréchal de camp, est l’oncle de Louis Napoléon Lepic (1810-1875), comte et aide de camp de l’Empereur Napoléon III, du général vicomte Auguste Lepic, commandant l'escadron des cent-gardes et grand-oncle du vicomte Ludovic-Napoléon Lepic, artiste peintre.
Il s’éteint le 27 mars 1835 à l’Hôtel des Invalides à Paris et repose au cimetière du Montparnasse.
Son fils Charles Philippe Adolphe baron Lepic sera préfet sous le Second Empire, trésorier payeur général de la Vienne et censeur de la Banque de France. Son petit-fils, Joachim Lepic, sera un proche collaborateur du prince Victor Napoléon. Son arrière-petit-fils, Napoléon, comte Lepic, épousera Ghislaine de Salviac de Viel Castel, petite-fille du dernier duc de Bassano.
Un autre de ses petits-fils, Charles Lepic (1869-1942), officier de cavalerie de carrière, s'illustrera à plusieurs reprises pendant la 1re Guerre Mondiale. Un de ses faits d’armes les plus marquants est une célèbre reconnaissance de cavalerie avec son escadron du 5e régiment de chasseurs à cheval. Au cours d'une mission au nord-ouest de Compiègne le 31 août 1914, il constate que l'avant-garde du général von Kluck a infléchi sa marche vers Meaux, à l'est de Paris, contournant la capitale. Caché dans une botte de paille, il voit défiler sous ses yeux les troupes allemandes. Sûr de ses renseignements de première importance, il informe le quartier général. Le général Gallieni décide immédiatement la contre-offensive de la Marne évitant ainsi un désastre. Le capitaine Charles Lepic sera cité à l'ordre de la Division pour sa brillante conduite. Il demandera à être versé dans l’infanterie (au 72e RI), régiment dans lequel il assistera à toutes les grandes batailles, et fut titulaire de cinq citations délivrées par le général Mangin. Il fut élevé à la dignité de commandeur de la Légion d’honneur.
La famille est représentée au sein de l'Association d'entraide de la noblesse française (ANF).
familles alliées: Pasquier - Dauphole - Whitcomb -  Salviac de Viel Castel - Maret de Bassano - Rochechouart - Le Grix de la Salle

## Armoiries
| Figure | Blasonnement |
| ------ | --- |
|        | Coupé, au I, d'or au dextrochère de sinople tenant une trompe de sable, surmonté d'un pic de sable accosté à l'arbre tronqué de sinople ; au II, d'azur à la tour d'argent au sommet d'un mont d'or, surmonté au coin dextre d'un soleil d'or, à la champagne de l'écu de gueules au signe des chevaliers légionnaires. Livrée : bleu et jaune. Conservation des mêmes armes après avoir été fait baron de l'Empire. |

## Sources et bibliographie
- Service Historique de la Défense Vincennes
- Archives Nationales de France
- Le dictionnaire des colonels de Napoléon de Danielle et Bernard Quintin (SPM 1996)
- Régis Valette, Catalogue de la noblesse française subsistante au XXIe siècle.
- Dictionnaire universel des contemporains (Hachette 1858)
- L'Abeille Impériale (1860)
- Le Figaro (1908)
- Le Matin (1890)
- Le Bulletin Héraldique de France de Louis de la Roque (1894)
- Association Les Amis du Patrimoine Napoléonien (http://lesapn.forumactif.fr/t8486-lepic-joachim-hippolyte-general-et-baron-d-empire)